# Seilroboter
Unter einem parallelen Seilroboter (englisch cable-driven parallel robot oder wire robot) versteht man eine spezielle Bauart eines parallelen Roboters, bei dem Seile als bewegungsübertragende Bauteile eingesetzt werden.

## Definition
Ein Seilroboter ist ein paralleler Manipulator, bei dem anstelle von starren Stäben flexible Übertragungselemente wie Kunststoff- oder Drahtseile verwendet werden. Die bewegliche Plattform des Seilroboters führt das Werkzeug, das Handhabungsgut oder einen Sensor und wird durch die Seile gegenüber einer Tragstruktur abgespannt. Die Plattform wird durch die Seile fest an einen Ort einspannt, so dass sie Kräften und Momenten widersteht ohne zu pendeln oder zu schwingen.
Wenn die wirksame Länge der Seile etwa durch Winden verändert wird, lässt sich die bewegliche Plattform in bis zu drei translatorischen und drei rotatorischen Freiheitsgrade bewegen. Eine Robotersteuerung berechnet dabei die einzelnen Seillängen und synchronisiert die Bewegung der Winden, so dass sich die Plattform sowohl zeitlich als räumlich wohl definiert bewegen lässt.

### Wesentliche Eigenschaften
Der wesentliche begrenzende Faktor bei der Entwicklung von schnelleren und größeren Robotern besteht im Eigengewicht der Roboterstruktur. Das Potenzial zur Optimierung durch Leichtbau und neue Werkstoffe ist heute bereits weitgehend ausgeschöpft. Das vergleichsweise große Eigengewicht von Industrierobotern rührt daher, dass die Tragelemente gegen Biegung ausgelegt werden müssen, was zu großen Querschnitten und damit einem hohen Gewicht führt. Bei parallelen Robotern werden schlankere und damit leichtere Bauteile verwendet, denn hier wird der günstigere Belastungsfall eines Druckstabs zu Grunde gelegt, welcher gegen Knicken ausgelegt werden muss. Ferner lässt sich bei einem parallelen Roboter die bewegte Masse deutlich reduzieren, da sich die schweren Motoren so installieren lassen, dass sie vom Roboter nicht oder nur wenig bewegt werden müssen. Ein paralleler Seilroboter nutzt gespannte Seile anstelle von starren Stäben für die Bewegungsübertragung. Dadurch müssen die bewegungsübertragenden Seile ausschließlich auf Zugkräfte ausgelegt werden. Stahlseile sind für diese Art der Belastung sehr gut geeignet und als Maschinenelement sehr gut verstanden. Mit Kunstfaserseilen wird ein besonders günstiges Verhältnis zwischen Nutzlast und bewegter Eigenmasse des Roboters erreicht. Bei einem typischen Industrieroboter liegt das Verhältnis von Nutzlast zu bewegter Eigenmasse bei circa 1:10. Dagegen verfügt ein typischer Seilroboter über ein Verhältnis größer als 10:1, so dass er Industrieroboter damit um den Faktor 100 übertrifft.

### Vorteile
Das kinematische Konzept des Seilroboters bringt eine Reihe von konzeptionellen Vorteile gegenüber konventioneller Robotertechnik mit sich:
- Vergrößerung des möglichen Arbeitsraums um einen Faktor größer 10. Industrieroboter sind in ihren Reichweiten auf die Längen ihrer Arme von wenigen Metern beschränkt. Mit teuren Linearachsen kann der Arbeitsraum in einer Richtung erweitert werden. Bei Seilrobotern ist dagegen die Ausdehnung des Arbeitsraums in Höhe, Breite und Länge möglich. So kann ein Robotersystem aufgebaut werden, das eine ganze Halle umfasst.

- Vergrößerung der möglichen Nutzlasten um einen Faktor größer 10: Die Winden von Seilrobotern sind mit den gut etablierten Kranwinden verwandt und ermöglichen es extrem große Lasten zu tragen. Bei verringerter Dynamik werden so Nutzlasten von einigen Tonnen möglich.

- Höhere Geschwindigkeiten und Beschleunigungen durch geringere bewegte Masse: Ist eine größere Beschleunigung für den Prozess notwendig, kann dies durch stärkere Motoren realisiert werden. Während bei Industrierobotern die Struktur vollständig neu ausgelegt werden muss, kommt die größere Kraft beim Seilroboter ohne wesentliche Anpassungen der Winden dem End-Effektor zugute und erlaubt damit größere Beschleunigungen und folglich kürzere Taktzeiten.

- Extrem hohe Energieeffizienz: Durch die drastische Verringerung der bewegten Masse muss nur noch die Energie aufgewendet werden, die für die Bewegung der Produkte notwendig ist. Der Verlust für die Beschleunigung und Abbremsung der Roboterstrukturen entfällt weitgehend.

- Einfacher und modularer Aufbau der Mechanik des Roboters. Die Seilwinden bilden einfache, universelle Antriebseinrichtungen, die sich für eine Vielzahl von Anwendungen konfigurieren lassen. Die moderne Steuerungstechnik unterstützt mit ihren Feldbussystemen die dezentrale Ansteuerung der Seilwinden und erlaubt ein Plug-and-Produce System. Ferner lassen sich aus weniger Grundbauformen von Seilwinden viele Varianten konfigurieren.

- Frei konfigurierbar: Die Baugröße des Seilroboters kann ohne Veränderungen an der Hardware stufenlos gewählt werden, da die Seilwinden in beliebigem Abstand zueinander positioniert werden können.

- Rekonfiguration: Der modulare Aufbau kommt auch der Flexibilität von aufgebauten Anlagen zugute. Bei Änderung der Positionen der Winden lässt sich der Arbeitsraum variieren. Durch Austausch der Getriebestufe am Demonstrator IPAnema wurde bewiesen, dass sich der Seilroboter effizient bezüglich der Parameter Arbeitsraum, Nutzlast und Dynamik einer neuen Aufgabe anpassen lässt. Das Arbeitsraumvolumen und die Nutzlast wurden dabei um den Faktor 10 erhöht, während die Geschwindigkeit auf 2 m/s reduziert wurde.

### Nachteile
- Die Übertragung von Bewegung durch Seile ist verglichen mit anderen Bauformen von Robotern weniger genau. Daher eignen sich Seilroboter nicht in Anwendungen, welche höchste Ansprüche an die Positioniergenauigkeit stellen.

- Da die Plattform von mehreren Seiten mit Seilen abgespannt wird, kann es zu Zugänglichkeitsproblemen kommen. Solche Beschränkungen tauchen insbesondere dann auf, wenn die bewegliche Plattform in andere Strukturen eintauchen muss.

## Bekannte Seilrobotersysteme
Die folgenden Seilroboter-Systeme sind typische Vertreter
- Die Seilroboter der IPAnema Familie, Fraunhofer IPA, Stuttgart
- CableRobot Simulator des Max-Planck Instituts für biologische Kybernetik, Tübingen[2]
- Der Roboterkran Robocrane des NIST
- Five hundred meter Aperture Spherical Telescope (FAST), ein Radioteleskop in China
- Die Seilkamera Spidercam bzw. das Skycam-System
- Der Prototyp SEGESTA an der Universität Duisburg-Essen, Lehrstuhl für Mechatronik
- In einer Kooperation des französischen Instituts LIRMM mit dem spanischen Institut TECNALIA wurde der Prototyp CoGiRo aufgebau

Erste Studien belegen eine hohe Breite an möglichen Anwendungen:
- An der Universität Duisburg-Essen, Lehrstuhl für Mechatronik, wurde ein Regalbediengerät auf Basis von Seilroboter-Technik erprobt
- Die TU Hamburg-Harburg und die Universität Duisburg-Essen entwickelten gemeinsam ein aktives Aufhängungssystem für einen Windkanal
- Im EU-Projekt CableBOT wurden Anwendungen im Bereich der Wartung von Flugzeugen und der Herstellung von Großbauteilen untersucht.